# Melanaspis aristotelesi
Melanaspis aristotelesi är en insektsart som beskrevs av Ernest Lepage och Giannotti 1944. Melanaspis aristotelesi ingår i släktet Melanaspis och familjen pansarsköldlöss. Inga underarter finns listade i Catalogue of Life.